# Singrlice
Singrlice (eng. sing - pjevati + grlica - golubica), službeno Umjetnička organizacija Singrlice su hrvatski ženski pjevački zbor iz Samobora koji izvodi tradicijsku glazbu. Dobitnice su triju Porina.
Utemeljene su 2006. ujedinjavanjem pjevačica iz Karlovca i Samobora, članica folklornih društava, pod vodstvom glazbenoga pedagoga Tomislava Jozića.
Jedan su od nekolicine hrvatskih glazbenih sastava čiji je svaki glazbeni album bio predložen za Nagradu Porin.

## Diskografija
- Singrlice, 2008. (Aquarius Records)
- Made in tradicija, 2010., (Aquarius Records)
- Ajde cure  u …, 2016., (Croatia Records)
- Huncut i grdobe, 2018., (Croatia Records)
- Folk & Roll, 2022., (Croatia Records)

Izvor: službene stranice

## Nagrade
- Porin za najbolji etno album[2]: 2011., 2017., 2023.

## Vanjske poveznice
- Službene stranice
- Spotify
- Singrlice na stranicama Grada Samobora